# Selezione assistita da marcatori
La selezione assistita da marcatori, nota anche come MAS (dall'inglese Marker Assisted Selection), è una tecnica di selezione genetica applicata alle piante e agli animali che permette di migliorare caratteri d'interesse (produttività, resistenza a stress abiotici e biotici), attraverso l'impiego di marcatori morfologici, biochimici e genetici. Spesso questi caratteri sono determinati da aree del genoma dette QTL (quantitative trait loci), la cui mappatura e caratterizzazione rappresenta il maggior ostacolo nella MAS. Di grande importanza è anche la scelta dei marcatori più adatti, che andranno selezionati in base a precisi requisiti. Tale tecnica è diversa dalla Transgenesi, che porta alla produzione di Organismi Geneticamente Modificati. La MAS non fornisce prodotti nel cui genoma sono stati inseriti geni estranei alla specie in questione, ma si limita ad analizzare la presenza di determinati geni negli organismi viventi (piante od animali), frutto di ibridazioni, per valutarne compiutamente le caratteristiche, senza dover attendere il compimento del processo di crescita e maturazione. 

## Scelta dei marcatori adatti
Un marcatore può essere:
- morfologico: regioni genomiche che determinano forme, colori, maschiosterilità o resistenza a stress sono state mappate in molte  specie vegetali. In mais, pomodoro, pisello e frumento sono stati identificati fino a 100 geni impiegati come marcatori morfologici (presenza/assenza dell'arista, colore della guaina fogliare, dimensioni generali della pianta, colore del seme, aroma del riso, etc.)
- biochimico: geni per isozimi e proteine di stoccaggio estraibili e analizzabili.
- genetico: geni e loci caratterizzati grazie a tecnologie come RFLPs, RAPDs, AFLP, DAF, SCARs e microsatelliti.

Il primo a riportare un'associazione tra un marker genetico ad ereditabilità mendeliana semplice e un carattere quantitativo nelle piante è stato Sax nel 1923, che osservò in Phaseolus vulgaris L. una segregazione associata tra il carattere per le dimensioni del seme e quello per il colore del suo tegumento. Rasmusson nel 1935 dimostrò lo stesso tra il tempo di fioritura e un gene a ereditabilità mendeliana semplice che determina il colore del fiore.
Un marcatore ideale deve avere le seguenti caratteristiche:
- consentire la distinzione di tutti i possibili fenotipi (omo ed eterozigote) dai diversi alleli;
- trovarsi in quantità abbondanti ed essere polimorfico;
- dev'essere possibile riconoscere il fenotipo nelle prime fasi di sviluppo dell'organismo;
- la presenza di alleli diversi nel locus del marcatore non deve avere effetti sul carattere di interesse;
- non devono esserci interazioni tra marcatori in modo da rendere possibile un loro utilizzo massivo e contemporaneo in popolazioni segreganti.

Un marcatore, per dare veramente un contributo al miglioramento vegetale nella creazione di varietà di specie migliorate, deve essere uniformemente distribuito nel germoplasma di partenza, ma ciò non è quasi mai la realtà. Questa è la fase più lunga e difficile da realizzare e fino ad ora mai completamente realizzata. È questa la ragione per la quale la tecnica MAS è semplicemente uno degli strumenti tra i tanti utilizzabili nel miglioramento vegetale, non è in assoluto uno strumento esclusivo.
Tecnica MAS e transgenesi non sono né confrontabili né alternative, ma solo complementari. Infatti, la prima è un metodo di selezione, mentre la seconda è un metodo di aumento della variabilità specifica.

## MAS e altre tecniche di miglioramento genetico
Se paragonata ad altre tecniche di miglioramento genetico che implicano l'impiego di tecnologie del DNA ricombinante, la MAS è ritenuta una metodologia efficace ma più onerosa in termini di tempo necessario alla realizzazione di una nuova varietà da introdurre sul mercato. Diversamente dalla transgenesi, la MAS non consente l'inserimento di geni esogeni alla specie di appartenenza, ma si avvale della variabilità allelica intraspecifica naturalmente presente.